# Symphorce
Symphorce war eine deutsche Power-Metal-Band aus Stuttgart.

## Geschichte
Im Oktober 1998 gründete Andy B. Franck, Sänger bei Brainstorm und ehemals auch bei Ivanhoe, die Band. Gründungsmitglieder waren Stefan „Stef“ Bertolla (Gitarre), Michael „Mike“ Hammer (E-Bass), Hans-Peter „H.P.“ Walter (Keyboard) und Stefan Köllner (Schlagzeug).
Die erste Veröffentlichung Truth to Promises erfolgte 1999. Einer Tournee im Vorprogramm von Mercyful Fate folgte ein Line-Up-Wechsel: Gitarrist Cédric „Cede“ Dupont (zwischenzeitlich ebenfalls bei Freedom Call im Einsatz) und Bassist Dennis Wohlbold kamen zu Symphorce. Die Besetzung bestand damals aus Andy B. Franck, H.P. Walter, Cede Dupont und Dennis Wohlbold.
Knapp ein Jahr später folgte mit Sinctuary (2000) das zweite Album. Zum gleichen Zeitpunkt wurde Franck Sänger der deutschen Power Metaller Brainstorm.
Nach Sinctuary kam Schlagzeuger Sascha Sauer zur Band. H.P. Walter verließ auf seinen eigenen Wunsch hin aus Zeitgründen nach dem Album Sinctuary die Band, wirkte bei den Alben phorcefulAhead und Twice Second aber weiter als Keyboarder im Studio mit. Rhythmusgitarrist Markus Pohl komplettierte die Band. Er ersetzte mit der zweiten Gitarre quasi die fehlenden Keyboards, was den Sound von Symphorce veränderte.
Mit Metal Blade Records als neuen Partner im Rücken nahmen Symphorce im August 2002 unter der Mithilfe von Achim Köhler Primal Fear in den House-Of-Music-Studios phorcefulAhead auf, das dritte Album.  Nach einer im Frühjahr 2003 stattgefundenen Tour mit Kamelot und Auftritten auf Festivals wie Wacken Open Air und  Summer Breeze wurde das neue Album Twice Second aufgenommen.
Im Frühjahr 2004 war Symphorce zusammen mit Wizard als Vorgruppe der Band Grave Digger in Deutschland, Österreich und der Schweiz unterwegs. Am 5. September 2005 wurde das fünfte Studioalbum GodSpeed veröffentlicht. In Begleitung der Band Stratovarius ging die Gruppe auch auf ihre erste US-Tour.
Ihr letzter Live-Auftritt auf einem Festival war am 9. Juni 2007 auf dem Rage-against-Racism-Open-Air. Im selben Jahr ist das Album Become Death erschienen.
Im Januar 2010 unterschrieb die Band einen Plattenvertrag mit AFM Records und begann die Arbeiten an einem neuen Album. In der Zwischenzeit veröffentlichte Gitarrist Cédric „Cede“ Dupont im Juni 2010 eine nur Instrumentaltitel beinhaltende Solo-Platte mit dem Titel Melodrama. Überdies erschien am 23. Juni 2010 das Debütalbum Point of Origin von Duponts neuer Band Downspirit. Das siebente Studioalbum der Band mit dem Titel Unrestricted erschien am 15. Oktober 2010.
Am 9. Oktober 2011 gab die Band ihre Auflösung bekannt, da die Mitglieder Andy B. Franck und Cédric „Cede“ Dupont zu viel mit ihren Hauptbands zu tun hatten. Dies machte weiteres Touren und Aufnehmen von neuen Alben unmöglich.

## Diskografie
- 1999: Truth to Promises (Noise Records)
- 2001: Sinctuary (Noise Records)
- 2002: phorcefulAhead (Metal Blade Records)
- 2004: Twice Second (Metal Blade Records)
- 2005: GodSpeed (Metal Blade Records)
- 2007: Become Death (Metal Blade Records)
- 2010: Unrestricted (AFM Records)